# The Case of the Black Cat
The Case of the Black Cat (bra O Caso do Gato Preto) é um filme estadunidense de 1936, do gênero drama policial, dirigido por Alan Crosland (depois William C. McGann), com roteiro de F. Hugh Herbert baseado no romance The Case of the Caretaker's Cat, de Erle Stanley Gardner.

## Sinopse
Perry Mason é chamado na mansão Laxter, onde o inválido Peter Laxter pretende mudar o seu testamento, deserdando Wilma, sua neta, e beneficiando outros dois netos. O fato é que Wilma pretende se casar com um caçador de tesouros, Doug. Peter suspeita que há alguém tentando matá-lo, e este realmente morre num incêndio em sua casa, e seus netos Sam e Frank Laxter herdam os seus bens, que ficariam sob custódia de Schuster, que pouco depois é encontrado morto em seu porão, e posteriormente a enfermeira Louise DeVoe também é encontrada morta. O namorado de Wilma, Doug é levado a julgamento, mas Mason consegue uma testemunha surpresa, que muda o rumo do julgamento.

## Elenco
- Ricardo Cortez como Perry Mason
- June Travis como Della Street
- Jane Bryan como Wilma Laxter
- Craig Reynolds como Frank Oafley
- Carlyle Moore Jr. como Douglas Keene
- Bill Elliott (ator) como Sam Laxter
- Nedda Harrigan como enfermeira Louise DeVoe
- Garry Owen como Paul Drake
- Harry Davenport como Peter Laxter
- George Rosener como Charles Ashton
- Gordon Hart como dr. Jacobs
- Clarence Wilson como sr. Shuster
- Guy Usher como Hamilton Burger
- Lottie Williams como sra. Pixley
- Harry Hayden como rev. Stillwell